# Hoa hồng
Hồng hay hường là tên gọi chung cho các loài thực vật có hoa dạng cây bụi hoặc cây leo lâu năm thuộc chi Rosa, họ Rosaceae, với hơn 100 loài với màu hoa đa dạng, phân bố từ miền ôn đới đến nhiệt đới. Các loài này nổi tiếng vì hoa đẹp nên thường gọi là hoa hồng. Phần lớn có nguồn gốc từ bản địa châu Á, số ít còn lại có nguồn gốc bản địa từ châu Âu, Bắc Mỹ và Tây Bắc Phi. Các loài bản địa, giống cây trồng và cây lai ghép đều được trồng làm cảnh và lấy hương thơm và được làm quà.

## Hình dáng
Đây là các cây bụi mọc đứng hoặc mọc leo, thân và cành có gai. Lá kép lông chim sẻ, lá chét khía răng, có lá kèm. Hoa thơm, có màu sắc đa dạng: hồng, trắng, vàng hay đỏ... Hoa thường có nhiều cánh do nhị đực biến thành. Đế hoa hình chén. Quả bế, tụ nhau trong đế hoa tôn dày lên thành quả.có mùi thơm đặc trưng

### Các loài

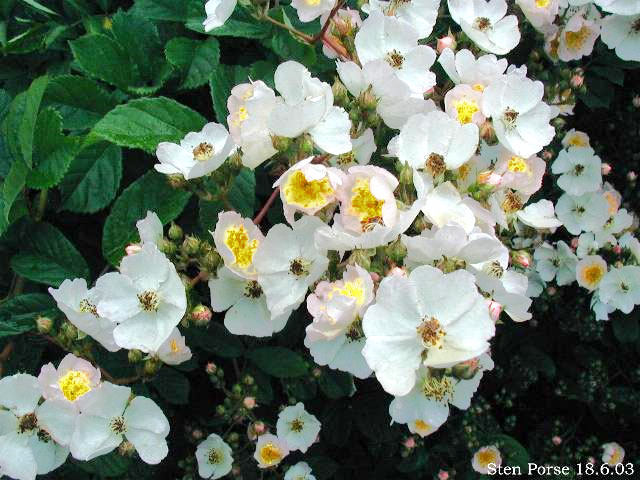
Rosa multiflora, tầm xuân nhiều hoa.

Dưới đây là một số loài hồng tiêu biểu:
- Rosa × alba: hồng trắng
- Rosa beauvaisii: hồng Beauvais
- Rosa californica: hồng California
- Rosa canina: tầm xuân
- Rosa chinensis: hồng, hường, nguyệt quý hoa, hồng Trung Hoa
- Rosa cymosa: hồng roi, tầm xuân
- Rosa gallica: hồng Pháp
- Rosa glauca (đồng nghĩa R. rubrifolia): hồng lá đỏ
- Rosa laevigata (đồng nghĩa R. sinica): hồng vụng, kim anh
- Rosa leschenaultiana: hồng Leschenault
- Rosa longicuspis: hồng mũi dài
- Rosa multiflora: tầm xuân nhiều hoa
- Rosa pimpinellifolia: hồng Scotch
- Rosa rubus: hồng đum
- Rosa rugosa: hồng Nhật, hồng Rugosa Rose
- Rosa transmorissonensis: hồng choắt
- Rosa tunquinensis: tầm xuân Bắc, quầng quầng
- Rosa virginiana (đồng nghĩa R. lucida): hồng Virginia
- Rosa yunnanensis: hồng Vân Nam

## Trong văn hóa

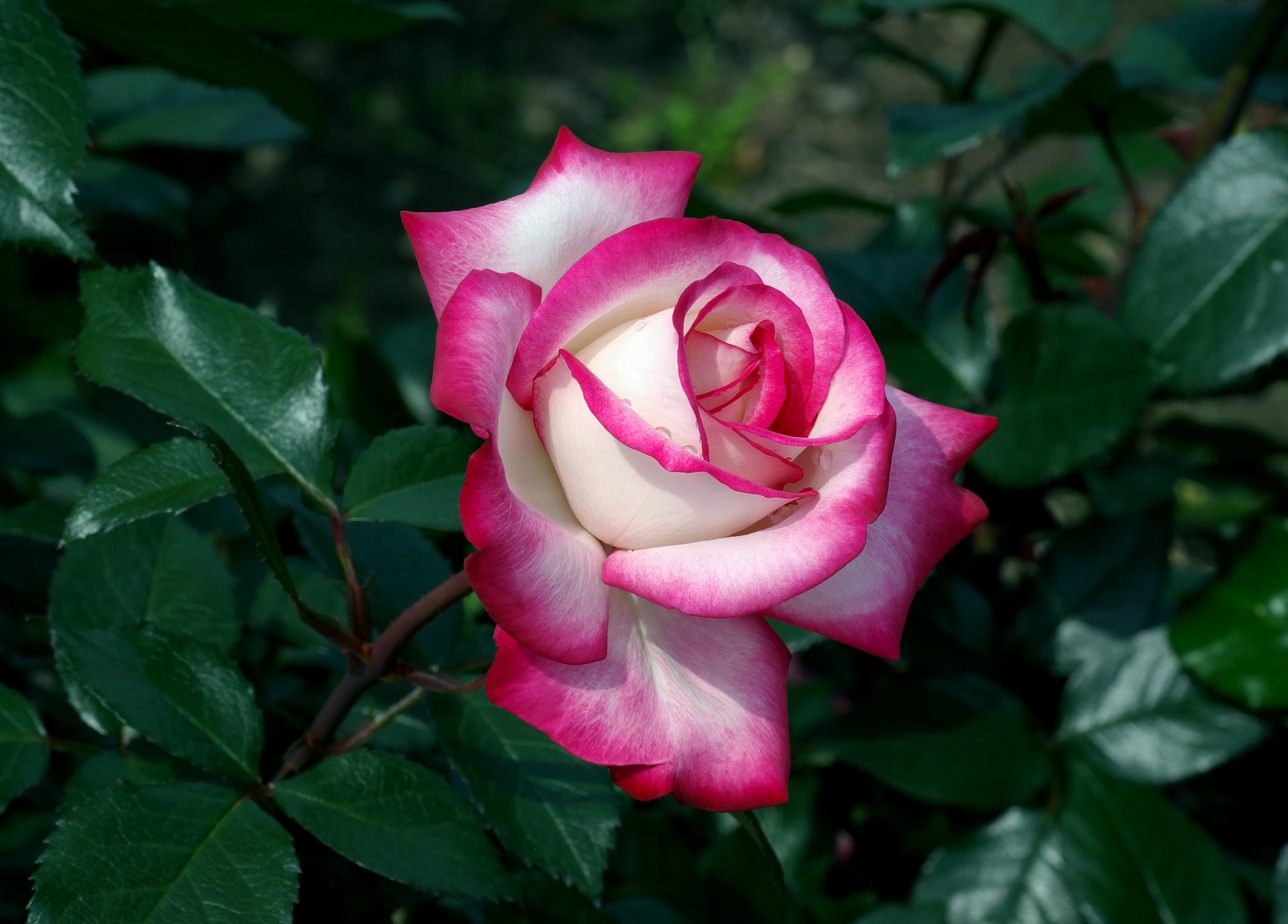

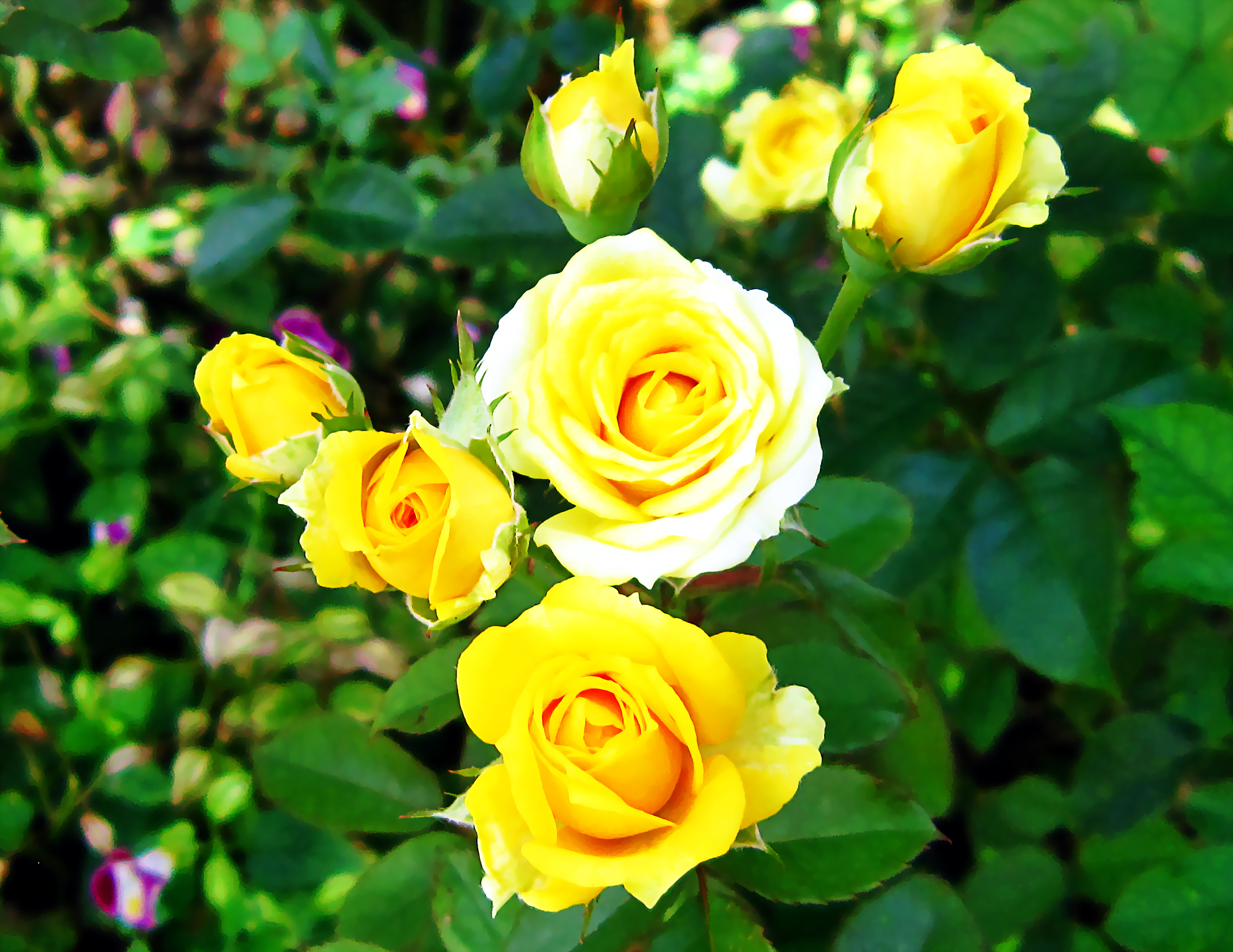
Hoa hồng vàng

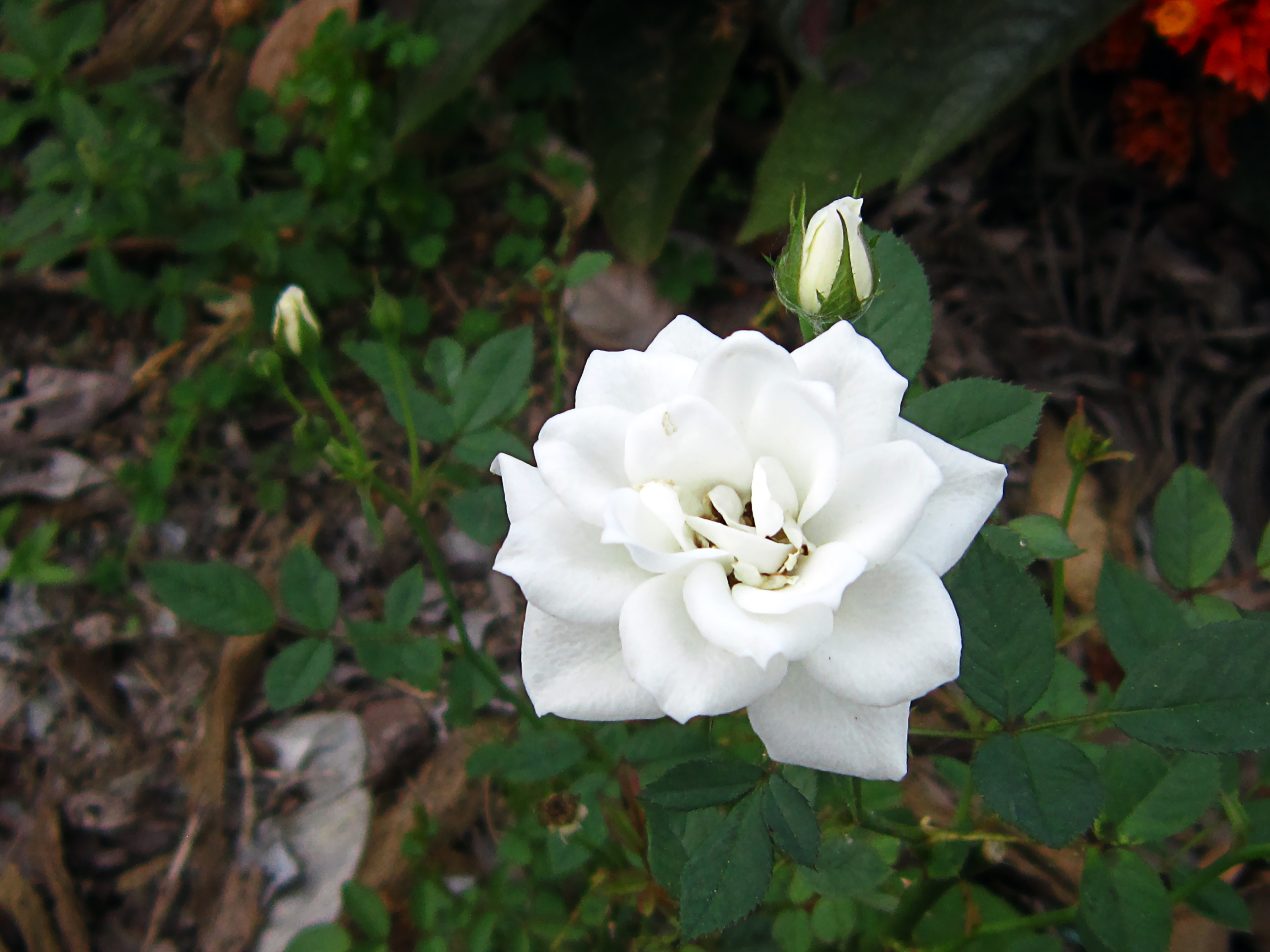
Hoa hồng trắng

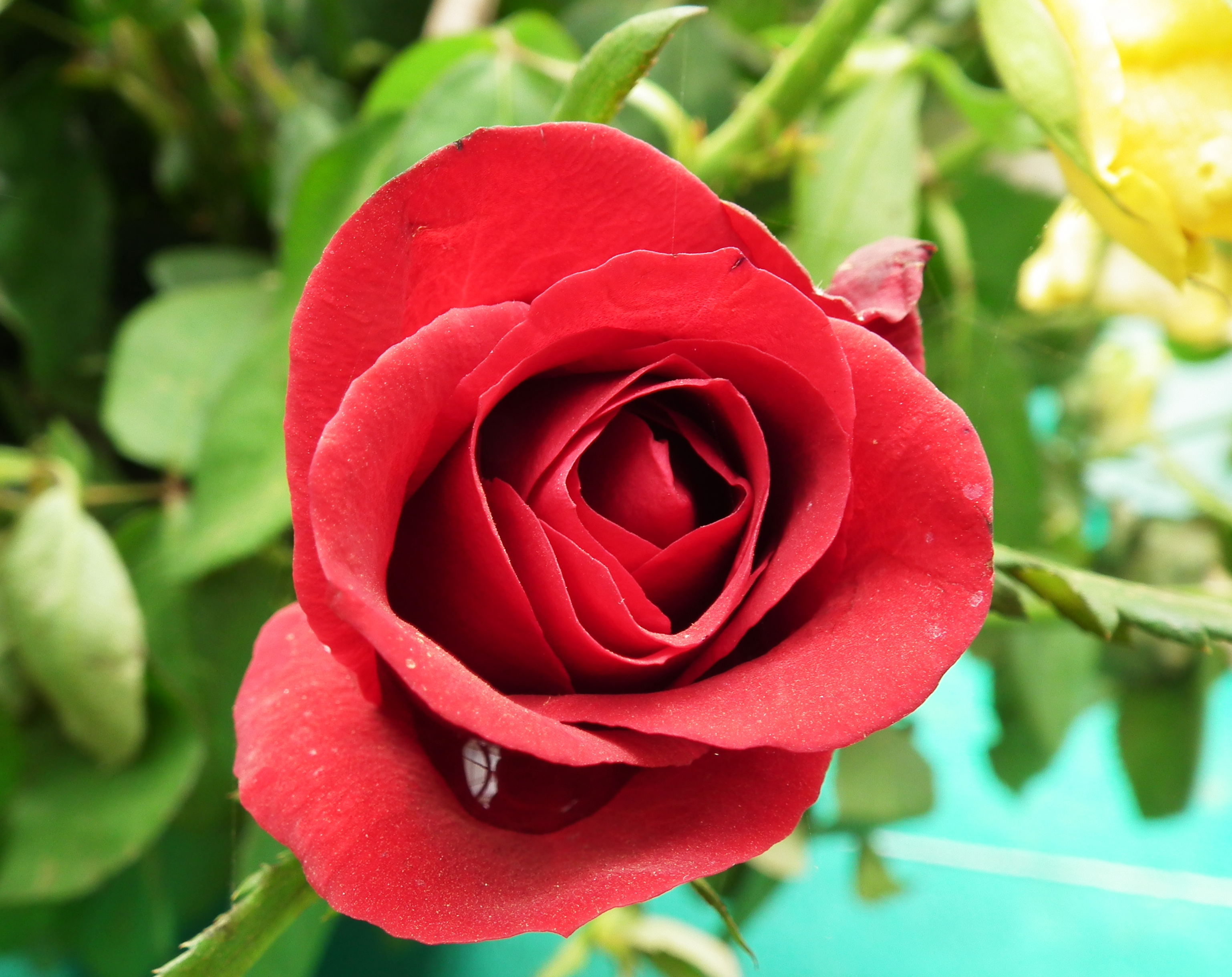
Hoa hồng đỏ

Với vẻ đẹp, hình dáng cùng hương thơm nổi bật, hoa hồng là hoa biểu trưng và được ưa chuộng nhiều nhất ở phương Tây, tương ứng trong tổng thể với hình tượng hoa sen ở châu Á, cả hai đều gần gũi với biểu tượng bánh xe. Trong văn hóa Ấn Độ, bông hồng vũ trụ Triparasundari được dùng làm vật đại diện cho vẻ đẹp của người Mẹ thánh thần, biểu thị một sự hoàn mĩ trọn vẹn và không có thiếu sót. Bên cạnh đó, hoa hồng còn tượng trưng cho phần thưởng cuộc sống, tâm hồn, trái tim, tình yêu, và có thể được chiêm ngưỡng như một mandala.
Trong hệ tranh tượng Kitô giáo, hoa hồng hoặc là cái chén hứng máu của Chúa Kitô, hoặc là sự hóa thân của những giọt máu này và thậm chí, là chính vết thương của Chúa. Hình hoa hồng gô-thích và hoa hồng hướng gió (hình hoa hồng 32 cánh ứng với 32 hướng gió) đánh dấu bước chuyển của xu hướng biểu trưng của hoa hồng sang xu hướng biểu trưng bánh xe. Saadi de Chiraz trong đạo Hồi quan niệm vườn hoa hồng là vườn của sự quán tưởng.
Trong văn hóa phương Tây, hoa hồng, bởi sự tương hợp với màu máu chảy, thường xuất hiện như là biểu tượng của sự phục sinh huyền bí. Abd Ul Kadir Gilani so sánh hoa hồng với những vết sẹo trên cơ thể sống, trong khi đó F. Portal quan niệm hoa hồng vào màu hồng hợp thành một biểu tượng của sự tái sinh do có quan hệ gần gũi ngữ nghĩa của từ latinh rosa (hoa hồng) với ros (mưa, sương). Với người Hy Lạp hoa hồng vốn là một loài hoa màu trắng, nhưng khi Adonis bị tử thương, nữ thần Aphrodite chạy đến cứu chàng đã bị đâm phải một cái gai và máu đã nhuộm thẫm những bông hồng cung tiến nàng. Chính ý nghĩa biểu trưng về sự tái sinh đã khiến con người, từ thời cổ đại, đặt những bông hồng lên các nấm mộ, và Hecate, nữ thần âm phủ, đôi khi được thể hiện với hình ảnh đầu quấn một vòng hoa hồng có 5 lá.
Theo Bède, ở thế kỷ VII mộ của Chúa Giêxu được sơn một màu pha lẫn trắng và đỏ. Hai yếu tố tạo thành màu của hoa hồng này, màu trắng và màu đỏ, với giá trị biểu trưng truyền thống của chúng phản ánh các bình diện từ trần tục đến thiêng liêng, trong sự khác nhau ứng với sự dâng tặng những bông hồng trắng hay đỏ. Hoa hồng đã trở thành biểu tượng của tình yêu và còn hơn thế, của sự dâng hiến tình yêu, của tình yêu trong trắng (còn trinh), tương tự ý nghĩa của hoa sen Ai Cập và cây thủy tiên Hy Lạp. Dù là màu trắng hay màu đỏ, hoa hồng cũng đều được các nhà luyện đan ưa chuộng hơn cả, mà những chuyên luận của họ thường mang những tiêu đề như "Những cây hồng của các nhà triết học". Trong khi đó, hoa hồng màu lam lại biểu tượng của cái bất khả, cái không thể đạt tới.